# 九重駅
九重駅（ここのええき）は、千葉県館山市二子（ふたご）にある、東日本旅客鉄道（JR東日本）内房線の駅である。

## 歴史
駅名は旧村名の九重村に由来する。

### 年表
- 1921年（大正10年）6月1日：鉄道省の駅として開設[1]。
- 1962年（昭和37年）10月1日：小口扱い貨物取扱廃止[2]。
- 1972年（昭和47年）7月1日：無人駅化[3]。
- 1987年（昭和62年）4月1日：国鉄分割民営化に伴い、東日本旅客鉄道（JR東日本）の駅となる[1]。
- 2007年（平成19年）2月：駅舎改築。
- 2009年（平成21年）3月14日：ICカード「Suica」の利用が可能となる[4]。東京近郊区間に組込まれる[4]。
- 2021年（令和3年）3月 : 棒線（1面1線）化される。

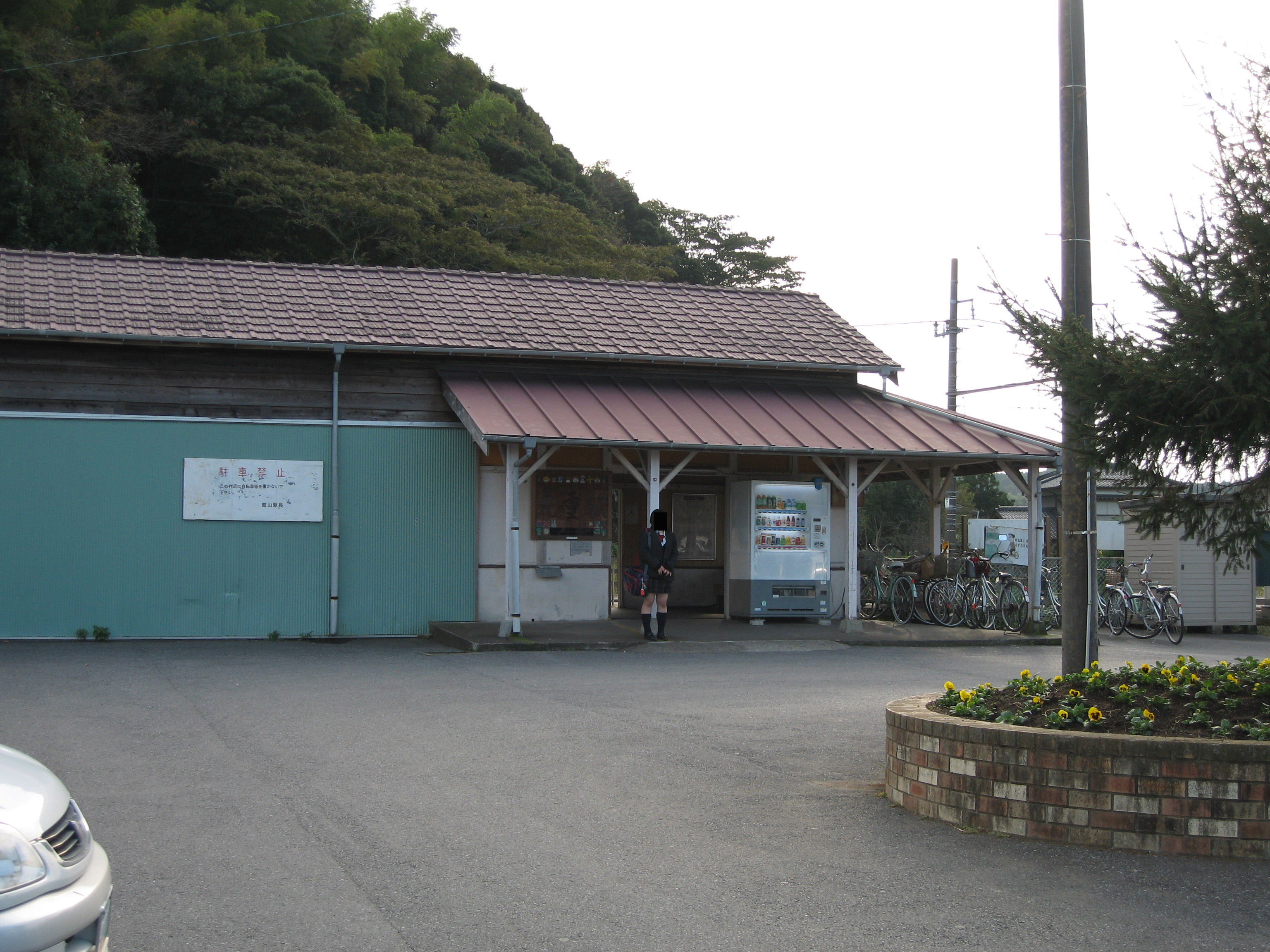
旧駅舎（2006年11月）
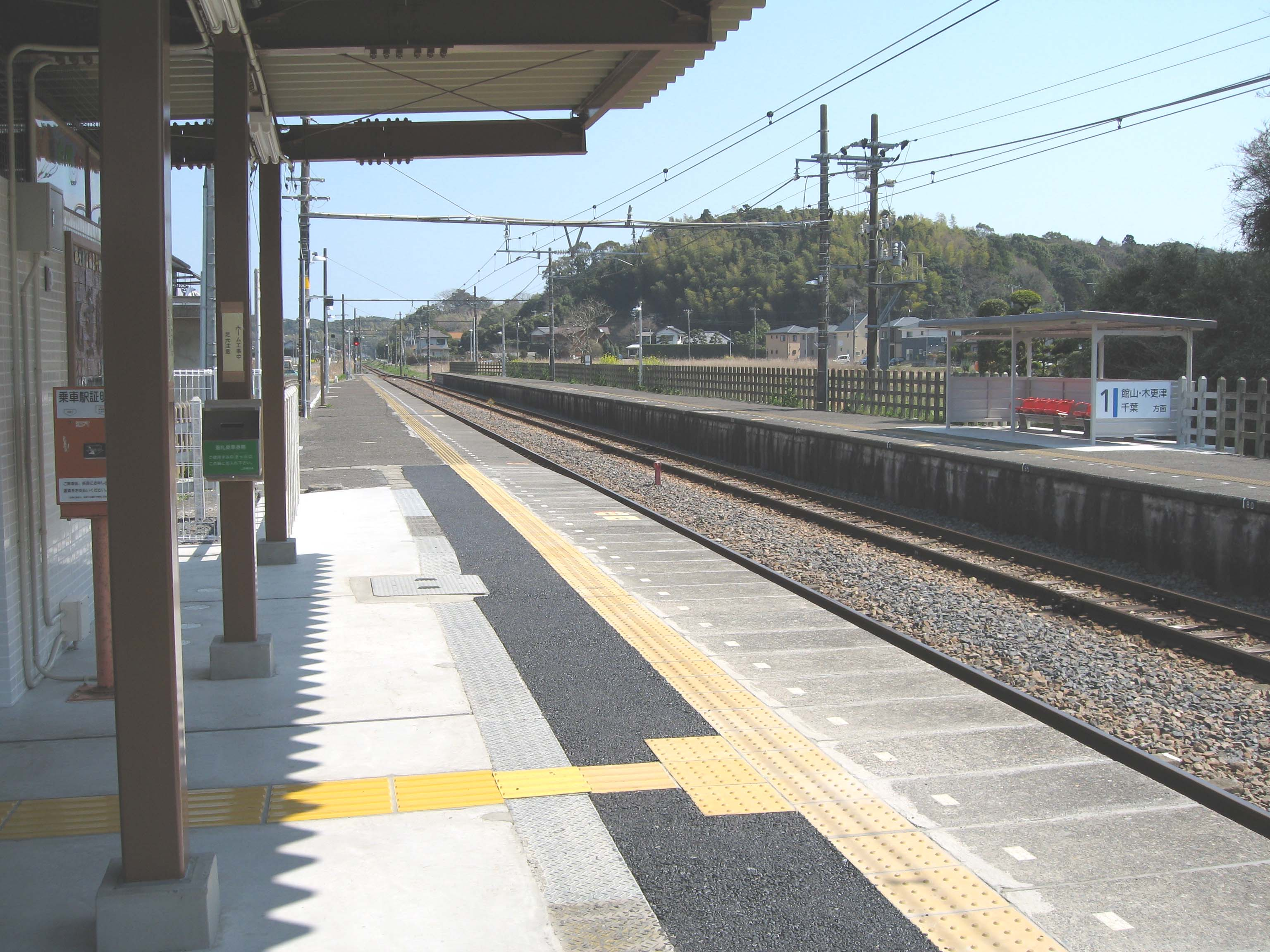
棒線化前のホーム（2007年3月）
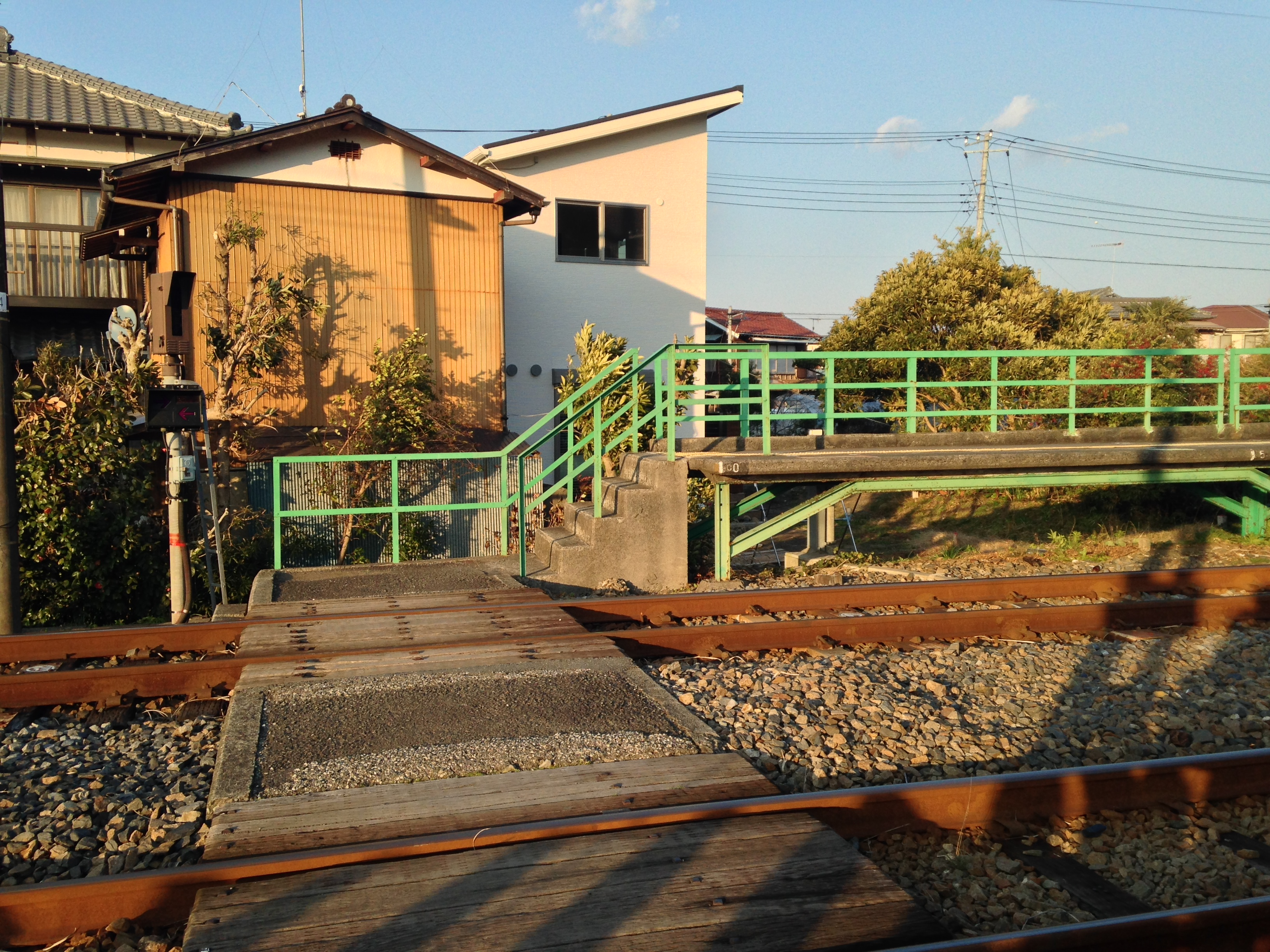
設置されていた構内踏切（2014年1月）

## 駅構造
単式ホーム1面1線を有する地上駅。ホームは嵩上げされていない。かつては相対式ホーム2面2線で、互いのホームは構内踏切で連絡していたが、2021年ダイヤ改正より駅舎と反対側の線路・ホームが使用停止となった。古い木造駅舎は解体され、新たに待合所が新設された。末期の木造駅舎は、窓がトタンや板で覆われた状態であった。また、内部には出札口の跡が残っていた。
木更津統括センター（館山駅）管理の無人駅で、簡易Suica改札機、乗車駅証明書発行機が設置されている。トイレは男女別の水洗式である。
2010年（平成22年）2月10日より外房線PRC型自動放送（路線上は内房線であるが外房線CTC管轄）が導入された。

### のりば
| 番線 | 路線    | 方向 | 行先           |
| ---- | ------- | ---- | -------------- |
| 1    | ■内房線 | 上り | 館山・千葉方面 |
| 1    | ■内房線 | 下り | 安房鴨川方面   |

- ホームは11両編成までに対応する。

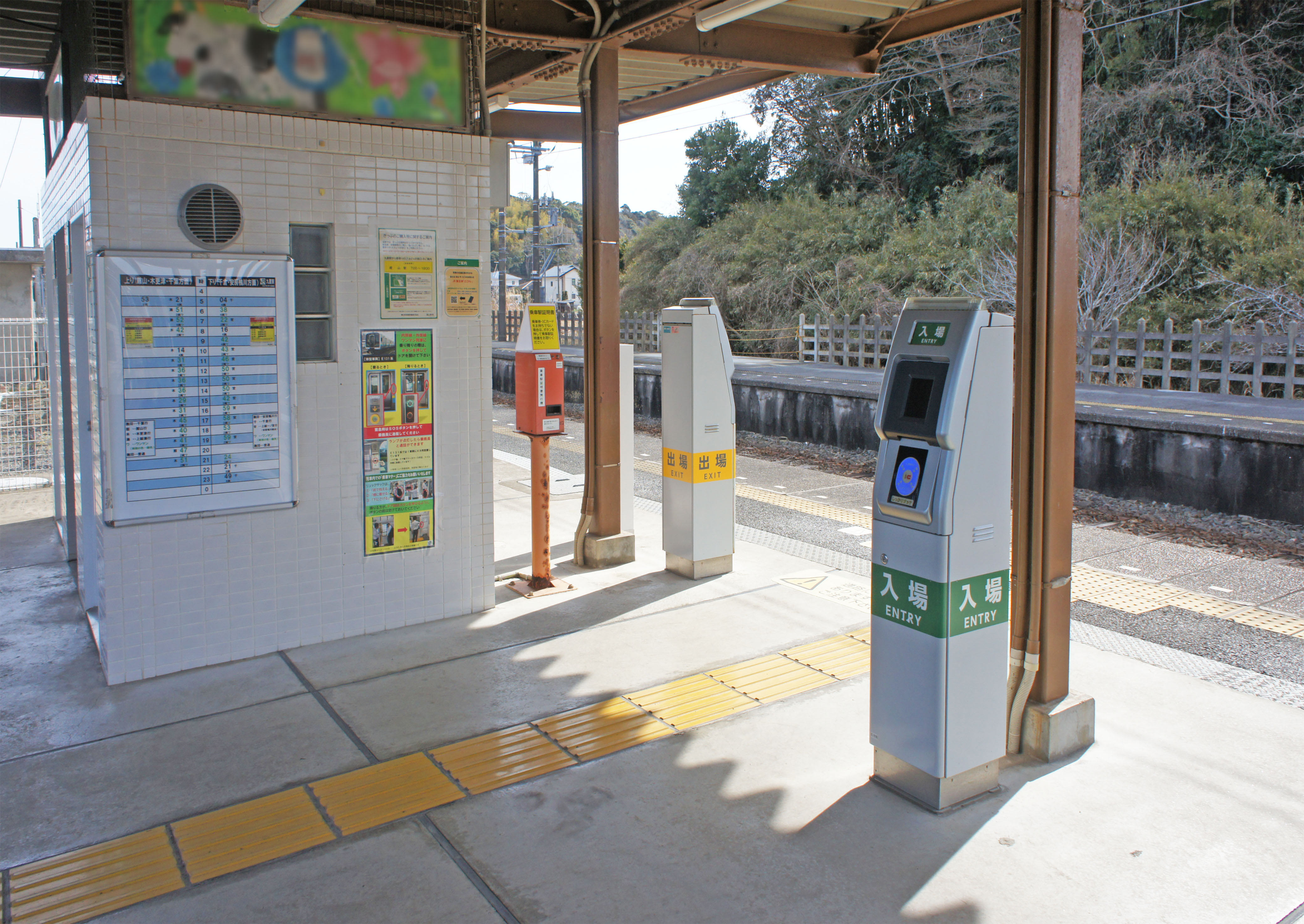
改札口（2022年2月）
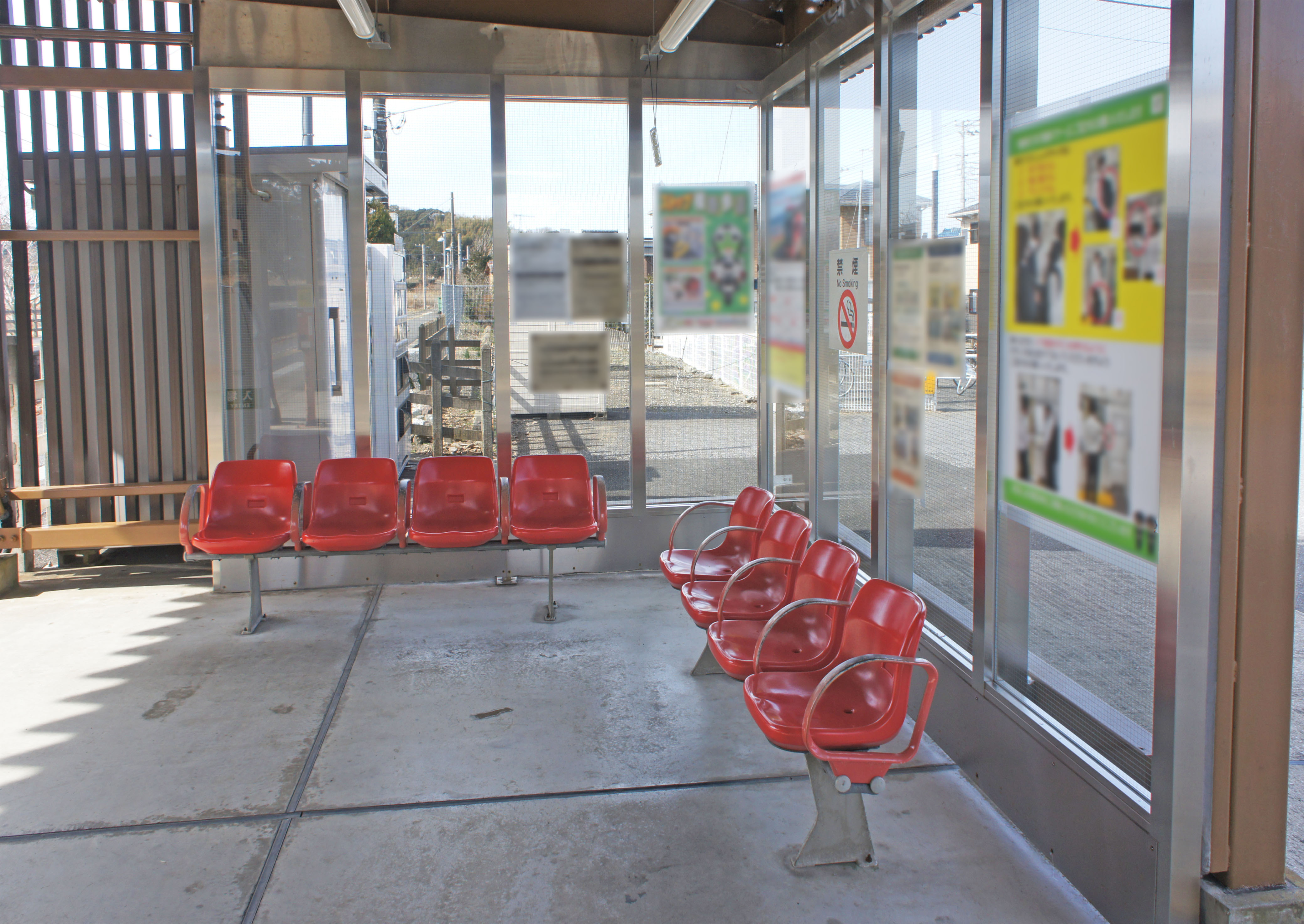
待合室（2022年2月）
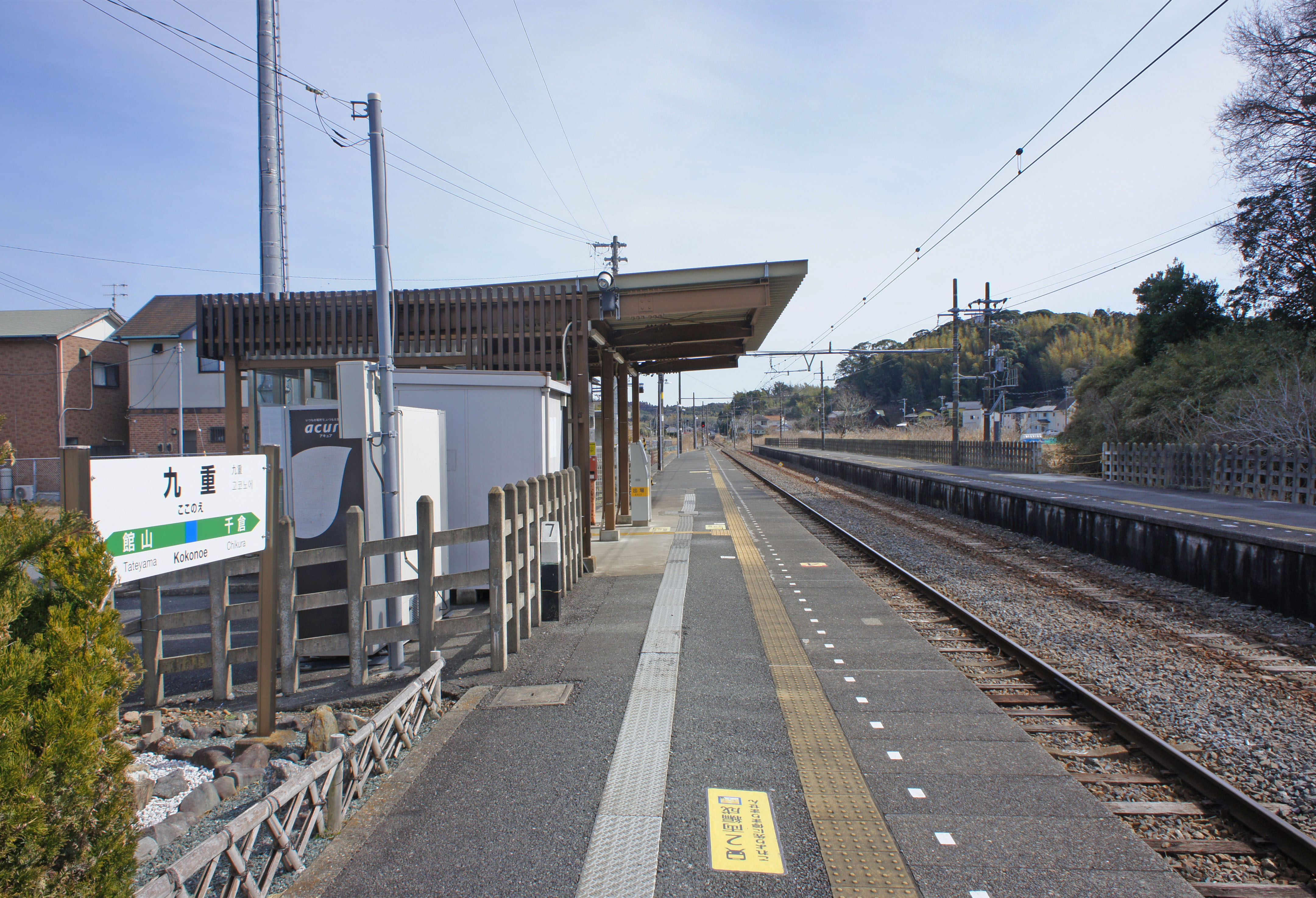
駅ホーム（2022年2月）

## 利用状況
2006年（平成18年）度の1日平均乗車人員は103人である。
千葉県統計年鑑によると、近年の1日平均乗車人員の推移は以下の通り。
| 年度               | 1日平均 乗車人員 | 出典     |
| ------------------ | ---------------- | -------- |
| 1990年（平成02年） | 141              | [ * 1 ]  |
| 1991年（平成03年） | 130              | [ * 2 ]  |
| 1992年（平成04年） | 125              | [ * 3 ]  |
| 1993年（平成05年） | 137              | [ * 4 ]  |
| 1994年（平成06年） | 129              | [ * 5 ]  |
| 1995年（平成07年） | 123              | [ * 6 ]  |
| 1996年（平成08年） | 122              | [ * 7 ]  |
| 1997年（平成09年） | 112              | [ * 8 ]  |
| 1998年（平成10年） | 104              | [ * 9 ]  |
| 1999年（平成11年） | 96               | [ * 10 ] |
| 2000年（平成12年） | 87               | [ * 11 ] |
| 2001年（平成13年） | 78               | [ * 12 ] |
| 2002年（平成14年） | 85               | [ * 13 ] |
| 2003年（平成15年） | 100              | [ * 14 ] |
| 2004年（平成16年） | 116              | [ * 15 ] |
| 2005年（平成17年） | 102              | [ * 16 ] |
| 2006年（平成18年） | 103              | [ * 17 ] |

## 駅周辺

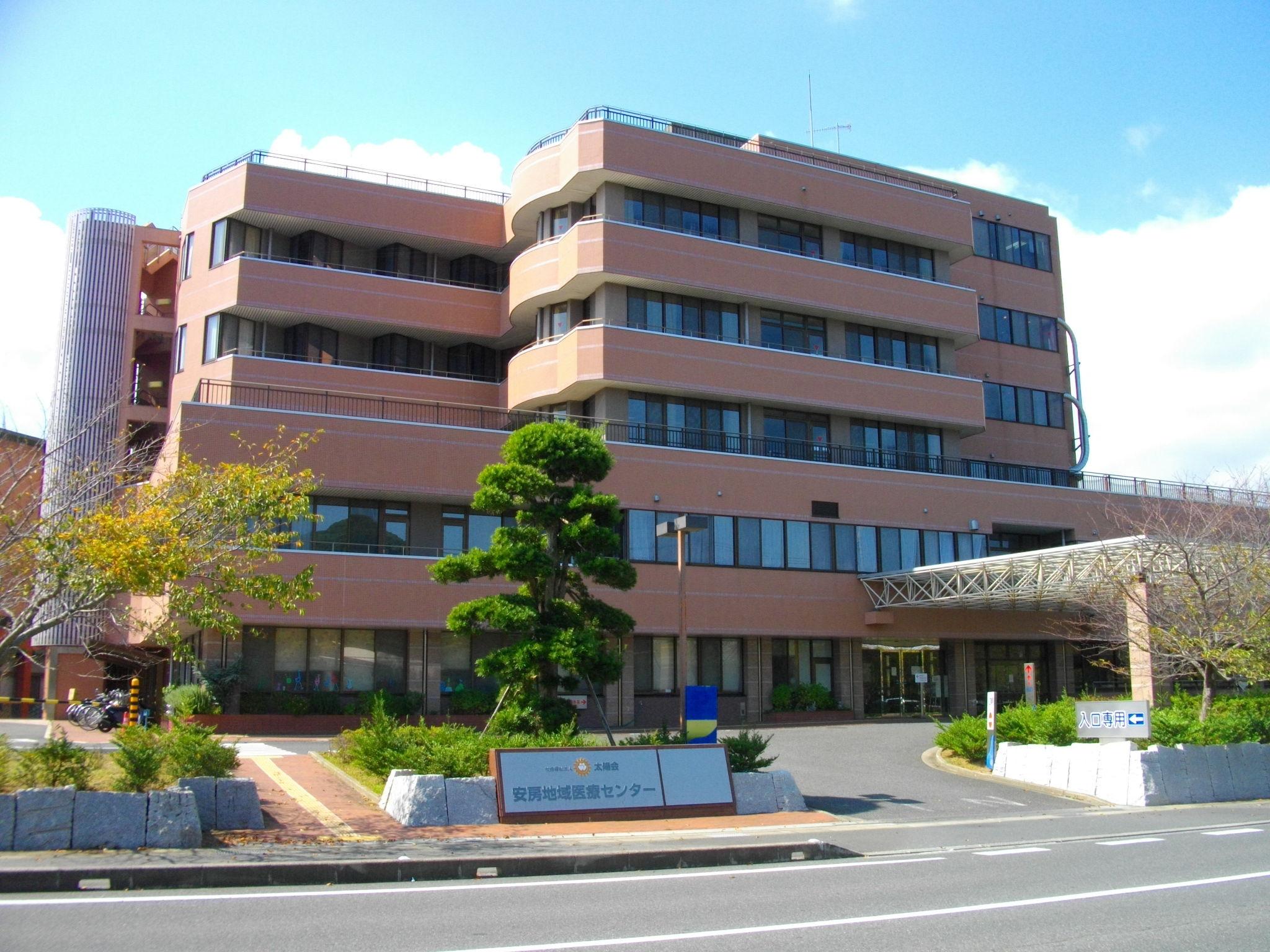
安房地域医療センター

駅前には小さいながらロータリーがある。駅南側には小山がいくつかある。
- 国道128号（外房黒潮ライン）
- 安房地域広域農道（安房グリーンライン）
- 滝川 - 平久里川水系の二級河川。
- 安房地域医療センター
- 農業総合研究センター暖地園芸研究所
- 千葉県農業共済組合連合会南部家畜診療所
- 安房医療福祉専門学校
- 館山市立九重小学校
- 九重駅前郵便局 → 道の駅グリーンファーム館山の敷地内に移転、グリーンファーム館山内郵便局に改称
- ヤマト運輸 館山センター
- 八雲神社
- 白幡神社
- 愛宕神社
- 稲村城跡 - 「里見氏城跡」として国の史跡に指定された。
- 妙長寺 - 日蓮宗の寺院。正長元年（1428年）日行が開基となり創建、丸谷妙長寺、久留里妙長寺と共に三妙寺と称される。山号は八正山。
- おどや 九重店
- 道の駅グリーンファーム館山

## バス路線
九重駅前
- JRバス関東・日東交通
  - 房総なのはな号：東京駅日本橋口行
- 日東交通・京成バス千葉イースト
  - 南総里見号：千葉みなと駅行

九重駅前通り
- 日東交通
  - 白浜千倉館山線：館山駅行 / 安房白浜行

九重駅入口
- 日東交通
  - 館山線：館山駅行
  - 鴨川線：亀田病院行

## 隣の駅
東日本旅客鉄道（JR東日本）
■内房線
館山駅 - 九重駅 - 千倉駅

### 記事本文

### 利用状況
1. ↑  千葉県統計年鑑 - 千葉県
2. ↑  館山市統計書 - 館山市

千葉県統計年鑑
1. ↑  千葉県統計年鑑（平成3年）
2. ↑  千葉県統計年鑑（平成4年）
3. ↑  千葉県統計年鑑（平成5年）
4. ↑  千葉県統計年鑑（平成6年）
5. ↑  千葉県統計年鑑（平成7年）
6. ↑  千葉県統計年鑑（平成8年）
7. ↑  千葉県統計年鑑（平成9年）
8. ↑  千葉県統計年鑑（平成10年）
9. ↑  千葉県統計年鑑（平成11年）
10. ↑  千葉県統計年鑑（平成12年）
11. ↑  千葉県統計年鑑（平成13年）
12. ↑  千葉県統計年鑑（平成14年）
13. ↑  千葉県統計年鑑（平成15年）
14. ↑  千葉県統計年鑑（平成16年）
15. ↑  千葉県統計年鑑（平成17年）
16. ↑  千葉県統計年鑑（平成18年）
17. ↑  千葉県統計年鑑（平成19年）